# Ambassade d'Haïti en France
L'ambassade d'Haïti en France est la représentation diplomatique de la république d’Haïti auprès de la République française. Elle est située 10 rue Théodule-Ribot dans le 17e arrondissement de Paris, la capitale du pays. Actuellement, le poste de chef de mission est assuré par le chargé d’affaires Louino Volcy depuis juin 2024. 

## Histoire
Dans les années 1900, la chancellerie de la légation haïtienne en France était installée 10 avenue de Messine, tandis que le consulat général se trouvait 190 boulevard Haussmann (8e arrondissement).
Dans les années 1920, la légation était située 104 boulevard de Courcelles, tandis que le consulat se trouvait 42 rue des Renaudes (17e arrondissement).

## Consulat
Outre la section consulaire de son ambassade à Paris, située 35 avenue de Villiers dans le 17e arrondissement, l'ambassade possède aussi des consulats généraux à Cayenne en Guyane et à Pointe-à-Pitre en Guadeloupe.

## Ambassadeurs d'Haïti en France
- 1848 : Beaubrun Ardouin (ministre résident)
- 15 janvier 1859-13 janvier 1867 : Ernest Roumain, ministre résident d'Haïti en France[5]
- 15 janvier 1859-13 janvier 1867 : Charles Haentjens, chargé d'affaires
- 15 janvier 1859-13 janvier 1867 : Baron Auguste l'Instant de Pradines, chargé d'affaires
- 19 mars 1870-19 mai 1874 : Brismard Brice, général, ministre plénipotentiaire d'Haïti à Paris, Londres et Madrid
- 1883 : Joseph Anténor Firmin[6]
- 9 octobre 1889-24 mars 1896 : Alfred Box
- 21 décembre 1902-2 décembre 1908 : Jean-Joseph Dalbémar (1839)[7]
- 1914-1916 : Jean Price Mars
- 1921 : Dantès Louis Bellegarde
- 1926-1930 : Alfred Auguste Nemours (en)
- 1934 : Constantin Mayard (1882-1940)[8]
- 1937 : Léon Laleau[9]
- 1937-1941 : Léon Thébaud (en)
- 1951 : Franck Lavaud

| Date de nomination | Date de remise des lettres de créance | Date de remise des lettres de créance | Diplomate                 |
| ------------------ | ------------------------------------- | ------------------------------------- | ------------------------- |
|                    | 29 juin 1990                          | [ JORF 1 ]                            | Serge Vieux               |
|                    | 27 mars 1995                          | [ JORF 2 ]                            | Marc A Trouillot          |
|                    | 12 novembre 2002                      | [ JORF 3 ]                            | Robert Saurel             |
|                    | 6 juin 2005                           | [ JORF 4 ]                            | Lionel Etienne            |
|                    | 6 juillet 2015                        | [ JORF 5 ]                            | Vanessa Lamothe-Matignon  |
|                    | 5 octobre 2020                        | [ JORF 6 ]                            | Jean-Josué Pierre Dahomey |